# Zbisława Krajna
Zbisława Jadwiga Krajna ps. „Olszyna” (ur. 13 października 1910 w Poznaniu, zm. 19 lipca 1944 w Żabikowie) – harcerka, członkini konspiracji wielkopolskiej, kierowniczka łączności konspiracyjnej Inspektoratu Rejonowego ZWZ-AK Poznań, kurierka Wydziału Łączności Operacyjnej Komendy Okręgu Poznań.

## Życiorys
Urodziła się 13 października 1910 w Poznaniu w rodzinie Kazimierza Krajny i Michaliny z d. Łukowczyk. Była najstarsza z czworga dzieci. W 1920 straciła matkę i odtąd Zbisława zastępowała ją młodszemu rodzeństwu. Uczyła się w Gimnazjum i Liceum Żeńskim im. Dąbrówki, należała także do harcerstwa i Sodalicji Mariańskiej. W 1927 uzyskała świadectwo maturalne, a następnie ukończyła 6-miesięczny kurs handlowy, po którym podjęła pracę w biurze ogłoszeń Polskiej Agencji Reklamowej, którą prowadził jej stryj. Od 1930 działała społecznie w Sodalicji Mariańskiej, w której była skarbniczką w Zarządzie Koła Dzielnicy Wilda. Latem 1939, wiedząc o zbliżającej się wojnie, zorganizowała punkt opatrunkowy przy ul. Górna Wilda.
Po wybuchu wojny, od października w dalszym ciągu kontynuowała pracę w Agencji Reklamowej, która została przejęta przez Niemców. 5 kwietnia 1940 została zaprzysiężona do WOW i WOZZ, a wprowadzona do nich przez podporucznika Zbigniewa Krzekotowskiego ps. „Michał”. Będąc w grupie por. Stanisława Broniarza ps. „Müller”, pełniła jako „Olszyna", później „Brzoza" funkcję łączniczki między Komendą Inspektoratu Rejonowego Poznań, a Krzekotowskim. W lutym(?) 1943 przeniesiono Zbisławę do Wydziału Łączności V „K” KO AK Poznań, któremu szefowała Marianna Marszałkowska ps. „Ruta”, po jej aresztowaniu 29 kwietnia, pełniła funkcję szefa Wydziału. Kiedy w sierpniu szefem Wydziału Łączności został kpt. Jan Kamiński ps. „Franek”, to wspólnie organizowali łączność konspiracyjną z inspektoratami rejonowymi KO Poznań. Wykonywała także zadania kurierki Wydziału Łączności Operacyjnej V „O” KO Poznań. Pełniąc obowiązki kierowniczki zespołu poznańskich łączniczek AK, w miejscu swojego zamieszkania przy ul. Sosnowej utworzyła punkt kontaktowy, który również był miejscem noclegowym dla członków konspiracji. 15 października aresztowano ją w miejscu pracy zawodowej, a śledztwo odbywało się w Domu Żołnierza w Forcie VII, po którego zakończeniu została osadzona w Żabikowie, skąd była wielokrotnie wożona na przesłuchania na gestapo. Mimo ciężkich tortur (gorące kąpiele, stanie w „beczce z drutu kolczastego”, bicie do nieprzytomności i inne) niczego nie ujawniła. 19 lipca 1944 została na podstawie wyroku policyjnego sądu doraźnego rozstrzelana na terenie obozu w Żabikowie w czasie zbiorowej egzekucji.
Podporucznik Zbisława Krajna została pośmiertnie odznaczona Krzyżem Srebrnym Orderu Wojennego Virtuti Militari na wniosek Komendanta Okręgu Poznańskiego AK z dnia 18 maja 1944. Ponadto została odznaczona 4-krotnie Medalem Wojska (1948) i Krzyżem Armii Krajowej (1984).
Symboliczny grób Zbisławy Krajny znajduje się na cmentarzu Bożego Ciała w Poznaniu, a jej nazwisko widnieje na zbiorowej tablicy pomnika postawionego na terenie obozu Żabikowo.